# Comunidor (Vallfogona de Ripollès)
El Comunidor és una obra de Vallfogona de Ripollès (Ripollès) inclosa a l'Inventari del Patrimoni Arquitectònic de Catalunya.

## Descripció
Situat a l'esquerra de la porta de l'antic cementiri en el que avui dia és l'esplanada de l'església de Sant Julià, és una construcció quadrada, amb barana i bancs de pedra. Al centre hi havia una base de pedra amb un padró de ferro. A les cantonades hi ha quatre pilastres de pedra arrebossada que suporten la teulada. Aquesta és d'un gran interès arquitectònic, doncs està formada per bigues de fusta de forma radial que a l'exterior reposen sobre cabirons, i al centre es tanquen amb una clau de fusta, com si fos una volta. La coberta és de teula àrab que descansa sobre llates de fusta.

## Història
Vallfogona de vell antic ha sigut un lloc de llegendes i tradicions, com el gegant del Pla de Falgas, de bruixes i d'esperits malignes. Això feia que des del comunidor o reliquier, es fessin conjures i exorcismes, i que fos l'origen de les benediccions de les quatre creus que hi havia al terme, sortint des d'aquest lloc una processó. És un dels pocs edificis d'aquesta mena que es conserva al Principat, i d'aquí la seva importància històrica i arquitectònica. El comunidor està on abans estava l'antic cementiri, fins que al segle passat, aquest va ésser traslladat a un altre lloc a prop de l'església.